# Witkruinmanakin
De witkruinmanakin (Pseudopipra pipra, synoniem: Pipra pipra) is een zangvogel uit de familie Pipridae (manakins).

## Verspreiding en leefgebied
Deze soort telt dertien ondersoorten:
- Pseudopipra pipra anthracina: Costa Rica en W-Panama.
- Pseudopipra pipra bolivari: NW-Colombia.
- Pseudopipra pipra minima: W-Colombia.
- Pseudopipra pipra unica: NC- en Z-Colombia.
- Pseudopipra pipra pipra: E-Colombia, Venezuela, de Guyana's en N-Brazilië.
- Pseudopipra pipra coracina: C-Colombia, NW-Venezuela, O-Ecuador en N-Peru.
- Pseudopipra pipra discolor: NO-Peru.
- Pseudopipra pipra pygmaea: de Huallagarivier (NO-Peru).
- Pseudopipra pipra occulta: NC-Peru.
- Pseudopipra pipra comata: ZC-Peru.
- Pseudopipra pipra microlopha: O-Peru en amazonisch W-Brazilië.
- Pseudopipra pipra separabilis: amazonisch ZO-Brazilië.
- Pseudopipra pipra cephaleucos: ZO-Brazilië.